# Do Sanh – der letzte Film
Do Sanh – der letzte Film ist eine filmische Langzeitdokumentation von Hans-Dieter Grabe über den Vietnamesen Do Sanh, der im Vietnamkrieg als achtjähriger Junge seine Eltern verlor und von einer Granate lebensgefährlich verletzt wurde. Grabe begleitete und filmte ihn im Zeitraum von 1970 bis zu seinem Tod. Do Sanh, mittlerweile Vater einer Tochter, lebte zuletzt in Saigon und starb 1996 drogensüchtig an den Folgen von Aids. 1998 stellte Grabe die Dokumentation fertig. Der Medienhistoriker Patrick Conley schreibt, dass Do Sanh – der letzte Film erst in Zusammenhang mit Grabes früheren Vietnam-Filmen seine Wirkung entfalte, insbesondere mit der ersten Do-Sanh-Dokumentation Nur leichte Kämpfe im Raum Da Nang von 1970.